# Émeutes de 1991 à Mantes-la-Jolie
Les émeutes de Mantes-la-Jolie se sont déroulées au printemps 1991, principalement dans le quartier du Val Fourré. Ces émeutes s'inscrivent dans un contexte national de manifestations violentes et de débordements nombreux dans les banlieues des grandes villes : en mars 1990 à Chanteloup-les-Vignes et Achères, en octobre 1990 à Vaulx-en-Velin, en mars 1991 à Sartrouville et à Meaux, en juin 1991 à Garges-lès-Gonesse et en juillet 1991 à Aulnay-sous-Bois. Plusieurs de ces événements inspirent le cinéaste Mathieu Kassovitz, qui tournera le film La Haine en 1995.

## Déroulement

### Débuts (25-26 mai 1991)
Les 25 et 26 mai 1991, devant le refus qui leur est opposé d'entrer dans la patinoire municipale où a lieu un gala de danse, plusieurs dizaines de « jeunes » du Val Fourré brûlent des voitures de France Télécom et saccagent plusieurs magasins d'un centre commercial. Des malfaiteurs plus âgés profitent des circonstances pour dévaliser une bijouterie. De nombreux jeunes affrontent les forces de l'ordre déployées en vue de les disperser. Plusieurs arrestations ont lieu.

### Le tournant: la mort d'Aïssa Ihich (27 mai 1991)
Le 27 mai 1991, Aïssa Ihich, un des six jeunes arrêtés pour avoir caillassé des véhicules de police, décède d'une crise d'asthme après 36 heures de garde à vue,. Le lendemain, la Première ministre Édith Cresson, en poste depuis quelques jours, vient présenter personnellement ses condoléances à Amina et Amad, les parents du jeune homme décédé.

### Recrudescence des émeutes (fin mai - début juin 1991)
Malgré un appel au calme de la famille d'Aïssa Ihich, les émeutes se poursuivent avec un regain d'intensité, notamment lors des affrontements entre les jeunes en colère et les policiers. Des centaines de CRS "campent" autour du Val-Fourré et assistent aux pillages et incendies des commerces, des véhicules et des bâtiments publics locaux. Des bombes artisanales à base de bouteilles de butane sont découvertes et les forces de l'ordre sont la cible de tirs de mortier artisanaux réalisés avec des feux d'artifice. Des biens électroménagers sont jetés du haut de certaines tours d'immeubles sur les véhicules affichant un symbole de l'État. Les médecins et les pompiers font, eux aussi, face à de nombreuses agressions et caillassages. Certains sont appelés en urgence afin de les faire tomber dans des guet-apens,.
En marge des affrontements et des actes de vandalisme ou d'hostilité, des rodéos sont organisés certains soirs avec des véhicules volés dans le Mantois.

#### L'apogée (soirée du 8 au 9 juin 1991)

##### Mort de Marie-Christine Baillet
Le 9 juin 1991, à 1 h 45, des policiers mettent en place un barrage à l'entrée du Val-Fourré. En tentant de le forcer avec une Renault 9 volée, Lhadj Saïdi, un Marocain de 18 ans, blesse mortellement Marie-Christine Baillet, une policière de 32 ans,,,. Le 4 juillet 1997, la Cour d'assises des Yvelines condamne Lhadj Saïdi à 10 ans de réclusion criminelle pour « violences volontaires ayant entraîné la mort sans intention de la donner, sur personne dépositaire de l'autorité publique dans l'exercice de ses fonctions ». 

##### Mort de Youssef Khaïf
Une vingtaine de minutes après que sa collègue ait été percutée, Pascal Hiblot, un policier de 32 ans, abat d'une balle dans la nuque Youssef Khaïf, un Algérien de 23 ans, qui passait sur la scène de crime à bord d'une Jetta volée en rentrant d'une soirée dansante,,. Le 12 juin 1991, les parents de Youssef, Kheïra et Bessafi, portent plainte contre X. Le 13 septembre 1991, Pascal Hiblot est inculpé pour « violences ayant entraîné la mort sans intention de la donner ». Le 28 juillet 1998, Pascal Hiblot bénéficie d'un non-lieu, infirmé le 10 février 1999 par la chambre d'accusation de la cour d'appel de Versailles. Le 22 mars 2000, cette dernière ordonne le renvoi de Pascal Hiblot devant un jury d'assises qui finit par l'acquitter le 28 septembre 2001 après trois jours de procès. 

## Suites
Depuis, des mesures de rénovation urbaine ont été prises et l'on tente de ramener une mixité sociale.